# Rapoto
Rapoto ist ein männlicher Personenname.

## Herkunft und Bedeutung
Rapoto ist eine italienische Namensvariante von Radbod oder Ratpot.

## Namensträger
- Rapoto I. im Traungau († nach 984), Graf im oberen Traungau
- Rapoto II. im Traungau († nach 1020), Graf im Traungau
- Rapoto III. von Dießen († 19. Juni 1050), Graf von Dießen, Sohn Rapotos II. im Turngau
- Rapoto IV. von Cham († 15. Oktober 1080), Graf von Cham aus dem Geschlecht der Rapotonen
- Rapoto V. von Bayern († 14. April 1099), Pfalzgraf von Bayern, entstammte dem Geschlecht der Rapotonen
- Rapoto von Abenberg (1122–1172), Bamberger Hochstiftsvogt
- Rapoto von Schönberg († 1180), Kuenringer, Namensgeber der Burg Rappottenstein
- Rapoto I. (Ortenburg) († 1186) aus dem Hause der Spanheimer, Ahnherr des Seitenzweiges der Reichsgrafen von Ortenburg in Bayern
- Rapoto II. (Ortenburg) († 1231), erstgeborener Sohn des Grafen Rapoto I. von Ortenburg, Pfalzgraf von Bayern
- Rapoto III. (Ortenburg) († 1248), Sohn des Pfalzgrafen Rapoto II. von Ortenburg
- Rapoto IV. (Ortenburg) († 1296), jüngster Sohn des Reichsgrafen Heinrich I. von Ortenburg

außerdem
- Rapotho († nach 1170), Abt von Heilsbronn, Langheim und Ebrach
- Rathold von Aibling (auch Rapoto, 10. Jhd.), Eremit